# ブルーダイヤ
ブルーダイヤは、ライオンがライオン油脂時代に発売した洗濯用洗剤。製造中止となった時期もあるが、コンパクト洗剤として復活され、同社の製品の中でも特に歴史あるブランドである。
ミックスタイプの洗剤は、アメリカやドイツで、そのブルーの粒の中に素晴らしく綺麗に洗い上げる秘密の力があるとして、すでに多くの家庭で使われていた。日本では、かつて発売していたライポンFやハイトップを生み出したライオン油脂の研究陣が、初めてブルーダイヤとして完成させた。
これまで商品名も幾度か変えられたが、2022年6月にコンパクトタイプの「消臭ブルーダイヤ」が生産終了となり、沖縄県限定で発売されている大型タイプの「ブルーダイヤ シトラスハーブの香り」が残るのみである。

## 概要
綿・麻・合成繊維の洗濯用。弱アルカリ性。無りん。
発売当初は有りんで、ABS洗剤であった。ソフト (LAS) 化の時期は不明。
復活当時の最小使用量は25グラム (g) であった。2003年5月の改良で最小使用量を20gに引き下げたが、2012年3月の改良で最小使用量が再び25gに引き上げられ、2019年4月の仕様変更で最小使用量が30gに引き上げられた。
品名ロゴは発売当初から小さく「ブルー」、大きく「ダイヤ」と書かれたデザインとなっている。パッケージの色は水色で、青空をイメージしている。

## 沿革

### 第1期
- 1965年3月 - 日本初のカラーミックスタイプの洗剤「ブルーダイヤ」発売開始（当初から有燐洗剤）。
- 1966年3月 - 金・銀・パール プレゼントキャンペーン実施。
- 1967年 - デザインを改良。
- 1969年 - 内容量、デザインを改良。
- 1970年 - デザインを改良。
- 1971年 - デザインを改良。
- 1973年 - 組成、内容量、デザインを改良。
- 1974年 - 組成、デザインを改良。
- 1975年11月 - コンパクト洗剤「ブルーダイヤ25」を発売。
- 1976年 - 「ブルーダイヤ25」をトップと同時に低リン化される。
- 1978年9月 - 組成、使用量、内容量、デザイン、香りを改良。キャンペーン再実施。
- 1979年
  - 「ブルーダイヤ25」生産終了。
  - トップと同時に無リン化。
- 1980年 - デザインを改良。
- 1982年2月 - 「無りん ブルーダイヤ」を発売。
- 1984年 - デザインを改良。
- 1985年3月 - 「アルファ」[2]と入れ替わる形で、「無りん ブルーダイヤ」生産終了。

### 第2期
- 1998年6月 - コンパクト洗剤「ブルーダイヤ」発売（ブランド復活）[3]。
- 1999年6月 - 改良（デザイン）。
- 2000年9月 - 改良（内容量、デザイン、キャンペーン）。
- 2001年7月 - 大型洗剤「ブルーダイヤ シトラスハーブの香り」を沖縄県限定で発売。
- 2003年5月17日 - 「ブルーダイヤ 漂白剤入り」を発売（組成、使用量、内容量、デザイン、香り、キャンペーン）。
- 2004年4月3日 - 改良（組成）、環境保護のため、箱が古紙パルプ配合比率70%以上の紙製となった。
- 2005年4月2日 - 改良（組成）。
- 2006年
  - 3月22日 - 洗浄成分の植物原料比率を約4分の3に高めて発売（組成、デザイン）。
  - 6月21日 - 数量限定で「ブルーダイヤ漂白剤入り UVカット」を発売。
  - 10月 - 「ブルーダイヤ ナチュラルハーブ」を発売（組成、デザイン、キャンペーン）。
  - 11月 - 沖縄県限定品「ブルーダイヤ シトラスハーブの香り」、組成、デザインを改良。
- 2007年
  - 4月12日 - トップとともに第16回地球環境大賞を受賞。
  - 10月 - 数量限定で「フレッシュローズの香り」を発売。
- 2008年
  - 3月12日 - 「消臭ブルーダイヤ」を発売（組成、内容量、デザイン、香り）。
  - 4月 - 沖縄県限定品「ブルーダイヤ シトラスハーブの香り」、組成、内容量、デザインを改良。
  - 6月 - 数量限定で「UVカットブルーダイヤ」を発売。
  - 10月 - 数量限定で「さわやかな朝露 ハーブの香り」を発売。
- 2009年
  - 6月 - 「UVカット ブルーダイヤ」パッケージをリニューアルし再発売。
  - 10月 - 数量限定で「はじけるリフレッシュシトラスの香り」を発売。
- 2010年
  - 4月 - 改良（組成、デザイン）
  - 5月 - 沖縄県限定品「ブルーダイヤ シトラスハーブの香り」デザインを改良。
  - 6月 - 「UVカット ブルーダイヤ」組成、パッケージをリニューアルし再発売。
  - 7月 - 「ブルーダイヤ ミニサイズ」の内容量を450gに減少。
  - 10月 - 数量限定で「メンズ衣類までスキッと香る!シトラスグリーンの香り」を発売。
- 2011年
  - 7月 - 「UVカット ブルーダイヤ」パッケージをリニューアルし再発売。
  - 8月 - 数量限定品「メンズ衣類までスキッと香る!シトラスグリーンの香り」再発売。
- 2012年3月 - 重曹パワーで冷たい水でもよく溶ける"スプラッシュパウダー"と計量しやすい新形状の"六角スプーン"を採用し、香りもすがすがしいクリアミントの香りとなる。
- 2013年9月 - 家庭用洗濯洗剤では唯一無二の「加齢臭消臭成分」を配合、フラボノイド成分も増量してリニューアルした。内容量は900gとなった。
- 2017年3月 - パッケージデザインをリニューアル。
- 2019年4月 - 仕様変更。使用量が変更され、箱の高さが低くなった（内容量は据え置き）。
- 2021年3月 - 沖縄県限定品「ブルーダイヤ シトラスハーブの香り」を改良（内容量を4.3kgから3.2kgに減容）。
- 2022年6月 - 「消臭ブルーダイヤ」の生産を終了。

## ラインナップ
製造終了品
ブルーダイヤ（大型洗剤）
高級蛍光剤配合。さわやかなシクラメンの香り。100円、200円、500円の3つのタイプがあった。
青い粒に、たっぷり包みこんだ仕上げのエッセンスが、木綿やテトロンのタッチを守って白ものをまっ白に、色ものをすっきりと、冴えたツヤのある仕上げをする。
白い粒は特に洗浄力が強く、くり返し洗っても洗う力はおとろえない。たくさん洗えて経済的。
キャッチフレーズは「ミックス タイプの新洗剤」、その下に「まっ白な粒、まっ白な洗い上がり、ブルーの粒が輝きを!」と書かれていた。
品名ロゴは右肩上がりの青い四角に小さく「ブルー」、赤で大きく「ダイヤ」と書かれ、濁点が菱形だった。パッケージは全体が白、上から見た青いダイヤモンドが載っていた。
ブルーダイヤ25
1975年から1979年まで発売された。低リン化されたコンパクト洗剤。だが、時期尚早で売り上げが悪かった。内容量は1.65kg。
ブルーダイヤ（ソフト化）
キャッチフレーズは「まっ白な仕上がり」、その下に「白い粒、青い粒、ミックス タイプの洗剤」と書かれていた。
品名ロゴに変わりは無し。パッケージは下の部分が水色に。
無りんブルーダイヤ
1982年から1985年まで発売されていた無リン化洗剤。AOSにゼオライトをプラスした。内容量は2.65kg。
パッケージは、品名ロゴが右上がりになり、水色にキラリと光っているようなイメージで、上部には黄色い枠の中に大きく〈無りん〉と表記。
1984年からのパッケージは、以前のパッケージを継承したまま黄色い枠が無くなり、〈無りん〉の表記は下部に移動。品名ロゴの横には「広がる香りの」と書かれた。
ブルーダイヤ（コンパクト洗剤）
「洗浄成分」に加え、当社が独自に開発した"活性漂白剤"を配合。同時に高い除菌効果も発揮、ドラム式洗濯機にも使えるようになった。さらにラベンダーを主体としたハーブの香りが、お洗濯からたたむ時まで持続する。内容量は1.5kg（60回分）、2000年9月からは1.2kg（48回分）。
キャッチフレーズは「白さとハーブの香り」。しかしそれは箱には書かれず、品名ロゴの上には「気になるシミ・においを消して 心やすらぐハーブの香り」と書かれていた。改良後はオレンジ色の丸の中に「白さがさえる」、 緑で「ハーブか香る」と書かれていた。
品名ロゴは白で、周りを群青色で覆っていた。改良後はロゴの色全てが群青色になり、周りを水色で覆っていた。パッケージは上半分が水色、下半分が青。プラスチックのフタも青だった。改良後は全体が水色となり、中心が光っているデザインとなった。
ブルーダイヤ 漂白剤入り
2003年5月発売。活性漂白剤を増量し、当社独自の植物性新洗浄成分「アルファスルホ脂肪酸エステル塩」を配合、漂白力と洗浄力が向上。内容量は1.1kg（55回分）。
2004年4月からは、漂白成分とシミ除去成分を増量、食べこぼしなどのシミを除去する効果を向上させた。
2006年3月からは、高機能洗浄成分「メチルエステルスルフォネート」をはじめ、洗浄成分の約4分の3を植物原料（パーム、ヤシ）に。
品名ロゴは、文字の周りを緑で覆っていた。パッケージは青空と雲のデザイン、品名ロゴの上にラベンダーが載り、"漂白剤入り"を明快に表現した。2006年3月からは天面に「植物系洗浄成分使用」を表示。
ブルーダイヤ ナチュラルハーブ
2006年10月発売。ナチュラルハーブの香り（天然ハーブの香り成分カモミール、ローズ、ラベンダーなどを使ってブレンドし配合）。内容量は1.1kg（50回分）。
品名ロゴは丸文字に、パッケージにはカモミール、ローズ、ラベンダーが載っていた。2007年4月からは左上に「地球環境大賞」のマークを追加。
消臭ブルーダイヤ
2008年3月発売。消臭機能強化タイプの洗剤。天然フラボノイド成分（ローズマリーエキス）を配合。香りもハーブ系からグリーンミントの香りに。内容量は900g（30回分）。
"タンパク質分解酵素"と"漂白成分"を増量し、ニオイの元となる体から出る「タンパク汚れ」を分解力を強化、衣類に染み付いたニオイもシミもしっかり分解除去する。
2010年4月からは蛍光増白剤無配合になり、ユーカリオイルを配合し、生成り、パステルカラー・色柄物などにも使える。裏面には通常の使用量のほかに、「ニオイが気になるときコース」の表紙を追加。肌着・くつ下・枕カバーなどのニオイが気になる衣類を洗うときに目安となる使用量を記載した（洗濯物量による、通常の使用量の約1.3 - 1.5倍多く入れる）。タンパク分解酵素が、落としきれない身体から出るニオイや汚れを元から取り除く。シミ・黄ばみにも効果的。
450g
15回使用可能のミニサイズ。2007年、500gとして発売を始めた。法人向けのノベルティ製品（特選品）として扱われている。
1.7kg
最大で85回使用可能のビッグサイズ。計量スプーンは入っていない。一部ホームセンターなどの販売店限定。

### 限定品
地域限定
ブルーダイヤ シトラスハーブの香り
2001年発売、沖縄県限定で4.3kgの大型洗剤で、吊り手がついている。韓国製で、硬水の水道水で洗浄力が発揮できるよう配慮されているものとされる。酵素配合。なお、「消臭ブルーダイヤ」と異なり、漂白剤は無配合だが、蛍光増白剤は現在も配合されている。また、発売当初からパッケージには、「金・銀・パールプレゼント」キャンペーンの告知はなかった。
2021年から3.2kgに変更されている。
数量限定
UVカット ブルーダイヤ
2006年6月21日より2 - 3か月の間、UV防止効果をもたせ、香りをトロピカル・ハーブとし、商品名は「ブルーダイヤ漂白剤入り UVカット」として発売したが、好評だったため、以後しばらくの間は夏季限定で発売された。パッケージは黄色のフタで、箱のデザインが通常品（2008年以降は、「消臭ブルーダイヤ」）と微妙に異なる。
2008年3月の商品名変更後に復活して発売し、2010年代初期まで、毎年夏に発売されるようになった。商品名は「UVカット ブルーダイヤ」。その下に「衣類を通過する紫外線対策」と書かれている。パッケージは全体が黄色。キャッチフレーズは「洗うたびに紫外線防止効果アップ」。なお、当製品は終売まで蛍光増白剤配合だった。
それ以外に、香調違いの製品も、2007年以降、数回にわたって発売された。
ブルーダイヤ フレッシュローズの香り
2007年10月19日発売。内容量は1.0kg。秋のバラ開花時期に合わせた。咲いているみずみずしいバラの香り。通常品と同様「金・銀・パール＋ハーブキャンペーン」のカードが入っていた。パッケージの色はマゼンタ。
消臭ブルーダイヤ さわやかな朝露ハーブの香り
2008年10月27日発売。内容量は1.0kg。瑞々しくやさしい香りに洗い上げ、清潔感のあるフローラルグリーンミントを基調とし、ハーブの一種であるクラリセージとフレッシュなシトラスをアクセントに加えた。パッケージの色は黄緑で、クラリセージの葉といろいろな花が描かれていた。
消臭ブルーダイヤ はじけるリフレッシュシトラスの香り
2009年10月19日発売。内容量は900g。清潔感のある爽やかな香りに洗い上げ、みずみずしいライムとオレンジのトップノートにすっきりとしたミントやユーカリの香りを付与した。パッケージの色は昨年と同じ黄緑で、ライムとオレンジとシトラスの花が上と下に描かれていた。
消臭ブルーダイヤ メンズ衣類までスキッと香る!シトラスグリーンの香り
内容量は900g。パッケージの色は銀。
いずれも、基本的な性能などは通常品と同じであるが、「はじけるリフレッシュシトラスの香り」のように、内容量が通常品よりも少ない場合がある（「はじけるリフレッシュシトラスの香り」は900g。通常品は1.0kg）。

### ギフト製品
花柄の青いパッケージが特徴である。
通常品
「ブルーダイヤ」3箱と、台所用洗剤「CHARMY泡のチカラ」2つ（シードルの香り）と、風呂用洗剤「ルック」と、「手間なしブライト」を詰め合わせたLSJ30。
「ブルーダイヤ」を8箱つめたLSJ50。
「ブルーダイヤ」6箱と、「チャーミーV」と詰め替え用、「手間なしブライト」、「ソフランC」を詰め合わせたLBA-50J。このセットは容器を多めに設定していた。
Clean Life Gift Set
「消臭 ブルーダイヤ」と「チャーミーVクイック」と、ユニリーバで発売されている、「ジフ クリームクレンザー」を詰め合わせたBU-30P。
「消臭 ブルーダイヤ」が1箱と同じ製品が入っているBU-15P。
2006年には「ブルーダイヤ」2箱と「チャーミーリブ」を詰め合わせたLBS15の限定品が発売された。
Memorial Gift
かつて発売していたギフトで、「ブルーダイヤ 漂白剤入り」、「チャーミーVクイック」、「香りとデオトラントのソフラン」、「手間なしブライト」、「油っ固」などが詰め合わさったBGS-30。

## 金・銀・パール プレゼントキャンペーン
- 1966年3月 - 新機軸として展開した[6]。金・銀・パールのいずれかの宝飾りペンダントを当てるための応募券は箱の中に入っており、それを送るともらえる。
- 1998年6月 - コンパクトとなった時点で再び採用し、ペンダントがミキモト製に。
- 2000年9月 - ペンダントがモネ（英語版）[7]製に。
- 2003年5月 - 「ブルーダイヤ 漂白剤入り」となった時点、ペンダントが田崎真珠製に。当選者が27,000名を突破。
- 2004年4月 - 当時のCM出演者氷川きよしの「特別賞」を数量限定で実施した。当選者が29,000名を突破。
- 2006年10月 - 「ブルーダイヤ ナチュラルハーブ」となった時点、「ハーブ賞」のハーブティーを追加。
- 2008年3月 - 「消臭ブルーダイヤ」となった時点でキャンペーンは終了となった。

田崎真珠製
金賞 - K18
銀賞 - Silver925
パール賞 - あこや真珠
その他
特別賞 - 氷川きよしのキャラクターを採用した「きよし君 ジュエリースタンド」
ハーブ賞 - 「マリアージュフレール」パリのフレーバードティー

## 配合成分
最末期の配合成分（2022年6月まで）
界面活性剤（10% アルファスルホ脂肪酸エステルナトリウム、ポリオキシエチレンアルキルエーテル、純石けん分(脂肪酸ナトリウム)）
アルカリ剤（炭酸塩）、工程剤（硫酸塩）、水軟化剤、漂白剤、酵素
過去の配合成分
ABS（発売初期）
LAS（1960年代末頃 - 2006年3月）
AOS（LASと同様）
リン酸塩（発売当初 - 1982年2月）
蛍光増白剤（1965年3月 - 2010年4月）
アルカリ剤（重炭酸塩）（ - 2017年3月）

## キャッチフレーズ
通常品
1982年2月 - 無りんと白さの 新しい洗剤
1984年 - 白い粒 青い粒で輝く白さ
2008年3月 - 気になるニオイを落とす
沖縄限定品
2001年 - 2008年、白さがさえる シトラスハーブが香る
2008年 - 、白さがさえる

## パッケージデザイン
2008年3月からはピンクで「消臭」と書かれ、「ブルーダイヤ」の文字が右上がりになり、その下に「汗・皮脂の臭いをもとから消す」と現在も書かれている。
2010年からは「消臭」がピンクの葉に書かれ左上が光り、「ブルーダイヤ」の文字も輝きを増した。
2013年9月からは、「消臭感」「香の良さ」「洗浄力感」をハーブとはじけるダイヤモンドで表現したパッケージデザインとなる。

## ブルーダイヤの歌
作詞/作曲 - 小林亜星
発売当初から続いているCMソング。CDにも収録され、話題となった。その時代は「うれしい白です ブルーダイヤ」と歌われていた。
1998年6月の復活時は歌詞を一部現代風に変え「白さとハーブの ブルーダイヤ」となった、歌は宮下文一が担当。
2003年からは、おなじみのフレーズに加えて、前半部分も新たに宮下に制作を依頼。しかし、2005年にブルーダイヤのCMは終了し、歌われなくなった。
この曲が収録されたCD
小林亜星 CM-SONGS ANTHOLOGY（2002年9月26日）
懐かしのCMソング 大全4（2000年12月6日）

## CM
歴代CM出演タレント
テレビCM
シンガーズ・スリー（1965年 - 1967年7月）
小林亜星（1967年8月 - 1971年）
田辺靖雄一家（ブルーダイヤ25 1975年 - 1976年）
 ?（ブルーダイヤ25 1976年 - 1977年）
池田秀一（ナレーション 1978年 - 1980年）
九重佑三子（1982年2月 - 1984年）
岡江久美子（1998年6月 - 2001年9月）
仲田幸子と仲田正江（ブルーダイヤ沖縄 2001年 - 2002年）
氷川きよし（2003年5月 - 2005年3月）
ラジオCM
藤倉みのり（2010年4月 - 2011年）
CM内容
TV-CMでは、この商品の最大の特長である"洗浄力"を「白」で、洗濯に絶好の天気である"青空"を「青」で表現し、この2色を基調にした映像で印象的に仕上げた。 
1978年9月 - 1980年
全国各地でロケが行われていた。曲の最初は「ブルーダイヤでこんにちは〜 ○○の町からこんにちは〜」であり、ナレーションは全国各地のいろいろな様子を言っていた。
1980年には、「ライオン油脂」から「おはようからおやすみまで暮らしを見つめる ライオン」に変更され、「うれしい白です ブルーダイヤ」と歌うのはこの作品が最後となる。
1982年2月 - 1984年
ナレーションが、白い粒、青い粒、新成分の説明をし、九重佑三子は白くなった感想を語り「奥様もお試しになってみませんか?」と呼びかけた。
30秒版と15秒版によって最後の「ブルーダイヤ」のミュージックが違った。
1998年6月 - 2000年9月
岡江久美子が庭に干してあるシーツの前に立ち、「3倍うれしい洗剤 ブルーダイヤ」の説明をしていた。下着などにいろいろ書かれてあった。
ちなみに1.下着のしみを消す、2.からだのニオイを消す、3.ハーブの香りであった。
CMは30秒版と15秒版の2種類で、30秒版のみ、下着のしみ（尿による黄ばみ）と食べこぼしのしみを消して白くする、イメージ画像が流れた。
最後は一面にラベンダーが映っていた。「金･銀･パールプレゼント」のところは曲のテンポが速かった。
「白い世界」篇
2003年5月21日 - 2004年4月2日まで放送されていた。氷川きよしが全篇を通して流れるCMソングを歌うものだった。30秒版と15秒版の2種類。
氷川きよしはCM前半では真っ白シーツに身を包んで登場し、ピュアな雰囲気の中で「白さ」を表現していた。
後半ではシーツを投げ、真っ青な空の下で高らかに歌い上げ、「白さ」とハーブの香りの「さわやかさ」を表現していた。
「雲の上」篇
2004年4月3日 - 2005年4月1日まで放送されていた。前回に引き続き氷川きよしがCMソングを歌うものだった。
氷川きよしはCM前半では雲の上で座っている状態で登場し、曇り空が晴れるのを待つ。
後半では太陽が雲から顔を出し、真っ青な空にシーツを干す。最後の「金・銀・パール」のところを「きよしのスタンド」に変えていた。

## 競合商品
- ニュービーズ（花王） - このシリーズの対抗商品
- アタック 高浸透リセットパワー（花王） - 「アタック漂白剤in」「アタック ALLin」の後継商品
- アリエール 頑固汚れ用（P&Gジャパン） - 「アリエール 漂白剤プラス」の後継商品（※2022年2月に製造終了）